# Ichikai
Ichikai (市貝町, Ichikai-machi) est un bourg du district de Haga, dans la préfecture de Tochigi au Japon.
Au 1er mai 2015, la population s'élevait à 11 664 habitants répartis sur une superficie de 64,25 km2.